# Storia del Galles

## Preistoria

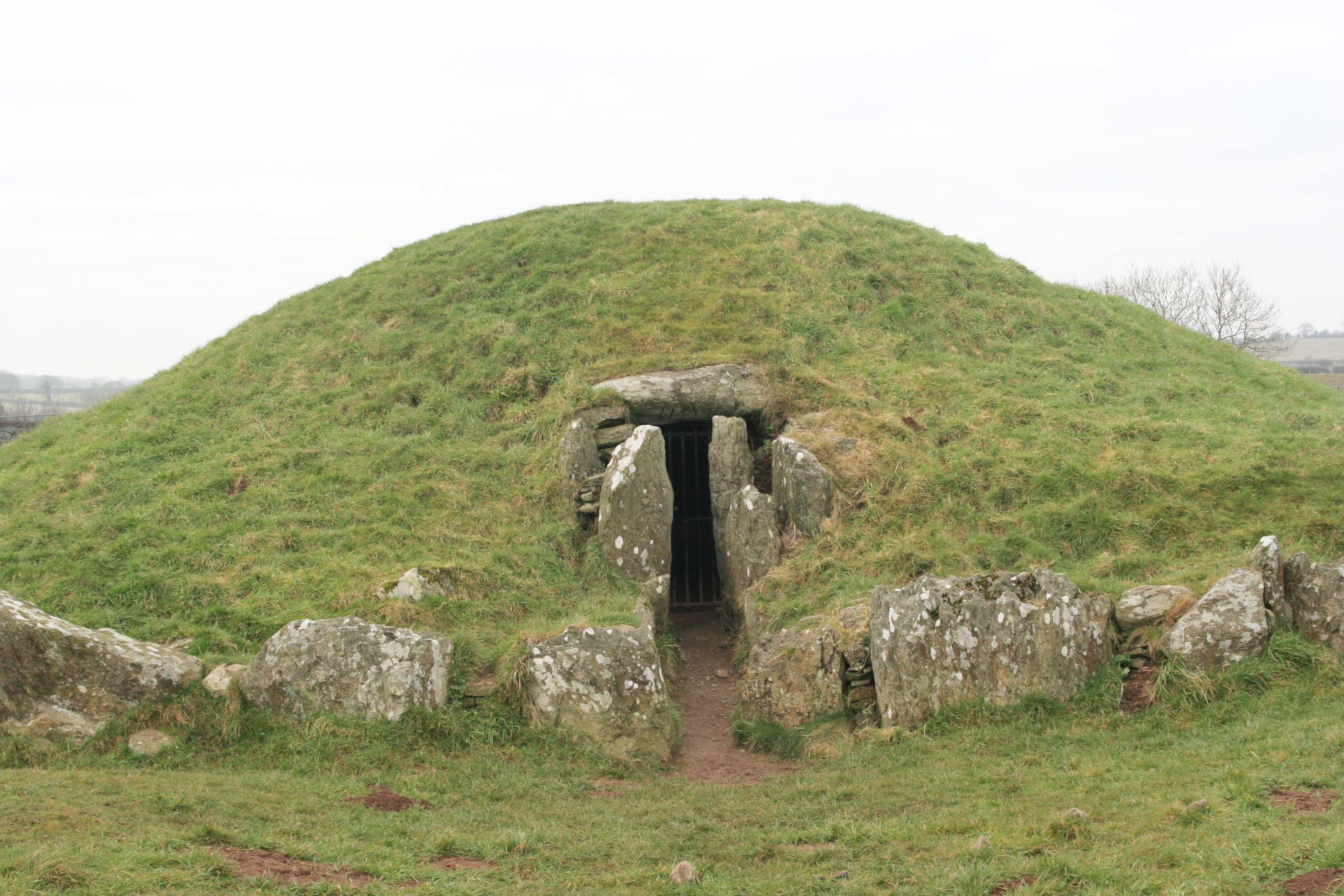
Bryn Celli Ddu, una tarda tomba a camera (Anglesey)

I più antichi resti umani trovati nel Galles appartengono alla cosiddetta Signora Rossa di Paviland (penisola di Gower, nel Galles meridionale), uno scheletro umano dipinto con ocra rossa, scoperto nel 1826 in una cava di calcare. Nonostante il nome, i resti appartengono a un giovane uomo vissuto circa 29.000 anni fa alla fine del Paleolitico Inferiore. Oltre al reperto archeologico più antico mai trovato nel Regno Unito, è anche considerato come il più antico esempio di sepoltura cerimoniale dell'Europa occidentale. 
Insieme allo scheletro furono rinvenuti anche gioielli fatti in avorio e in conchiglie e un teschio di mammuth.
Nel Mesolitico il Galles fu abitato da cacciatori-raccoglitori. Le primissime comunità agricole, datate solitamente attorno al 4000 a.C., segnano l'inizio del Neolitico, durante il quale vengono costruite molte tombe a camera, come quelle di Bryn Celli Ddu e Barclodiad y Gawres, nell'Anglesey.
I primi attrezzi in metallo fecero la loro comparsa in Galles intorno al 2500 a.C., prima in rame e poi in bronzo. La maggior parte del rame utilizzato in questo periodo proveniva dalla più ampia e nota miniera europea dell'epoca, Great Orme (siamo nel periodo compreso tra il 2500 e il 750 a.C.).
Il primo reperto gallese in ferro è una spada del 600 a.C. circa, proveniente dal capoluogo di contea di Rhondda (Galles meridionale). Durante l'Età del ferro, furono costruite molte fortezze in altura, come Pen Dinas, vicino Aberystwyth, e Tre'r Ceiri, nella penisola di Lleyn. Una scoperta molto importante è stata fatta nel 1943 a Llyn Cerrig Bach, nell'Anglesey, dove, durante la costruzione di una base della Royal Air Force, furono scoperte armi, scudi, cocchi, catene e attrezzi da schiavi. Si potrebbe trattare di offerte votive.

## Il Galles al tempo dei Romani

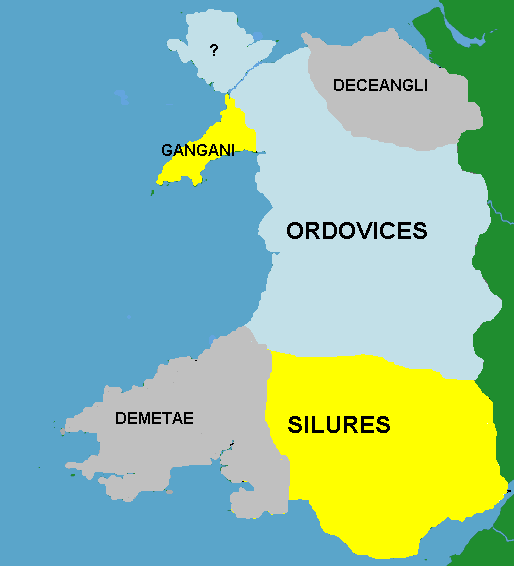
Tribù gallesi al tempo dell'invasione romana. I confini sono ipotetici.

Prima e durante l'occupazione romana il Galles non costituiva una nazione con la propria identità, ma tutte le popolazioni di Gran Bretagna e Irlanda avevano la stessa etnia e parlavano lingue celtiche. Il Galles era diviso tra diverse tribù, tra cui le più forti erano quelle dei Siluri nel Sud-Est e degli Ordovici nel Centro-Nord. Furono le uniche a opporsi duramente ai conquistatori.
Il primo attacco alle tribù gallesi fu sferrato dal Legato Publio Ostorio Scapula attorno al 48 d.C. Il Comandante romano attaccò anzitutto i Deceangli del nord-est, che si arresero dopo una blanda resistenza.
A questo punto i Romani dovettero affrontare l'ostinata resistenza di Siluri ed Ordovici che durò molti anni sotto la guida di Carataco che, Sovrano dei Siliri, li aveva uniti agli Ordovici dopo aver sconfitto questi ultimi. Alla fine Caratacus fu catturato e trasportato a Roma, dove il suo dignitoso comportamento colpì a tal punto il popolo che la sua vita venne risparmiata.
La Guerra conobbe fasi alterne, con rovesci militari da ambo le parti. Nel 60-61 d.C. il Governatore Gaio Svetonio Paolino sferrò un attacco e conquistò l'isola di Anglesey. Fu però costretto a fermare la sua offensiva a causa della ribellione della Regina Budicca.
I Siluri furono sottomessi da Sesto Giulio Frontino con una serie di Campagne, terminate attorno al 78. Il suo successore, Gneo Giulio Agricola, sottomise invece gli Ordovici e riconquistò l'Anglesey a partire dalla fine del 79.
I Romani occuparono l'intero Galles, dove costruirono strade, forti e miniere d'oro e praticarono il commercio, ma il loro interesse sulla Regione fu limitato dalla difficile orografia del territorio e dalla scarsità di terreni coltivabili. Ed è per questo che la maggior parte delle costruzioni romane nel Galles sono di natura militare, come Deva (Chester), Isca Silurum (Caerleon), Segontium (Caernarfon) e Maridunum (Carmarthen). L'unica vera città costruita nell'area dai conquistatori Romani fu Venta Silurum (Caerwent), che sopravvisse fino ad oltre un secolo dopo il ritiro delle Legioni di Roma dalla Britannia romana e fu successivamente capitale del Regno di Gwent.
Il Galles fece parte della provincia della Britannia Superior e poi di quella della Britannia Prima, che includeva anche l'Inghilterra occidentale.

## Dopo i Romani

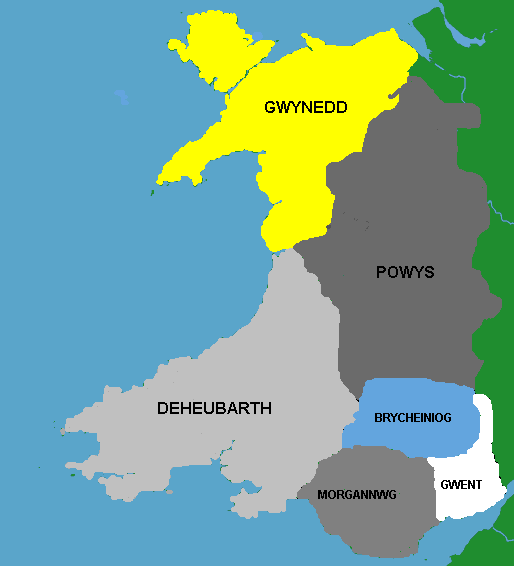
Regni medioevali del Galles.

Le legioni romane vengono ritirate dalla Britannia nel 410, anche a causa della pressione esercitata alle frontiere orientali dai barbari. Intanto gli anglosassoni invadono la Britannia, non riuscendo però a conquistare il Galles, ma gradualmente prendono possesso della restante Inghilterra, separando i gallesi dagli altri celti brittonici di Scozia, Cornovaglia e Cumbria. Anche per questo è stato suggerito che il Galles, e in particolare il Galles del Nord possa "vantare di essere stata l'ultima parte dell'Impero romano a cadere - quando si arrese agli inglesi sotto Edoardo I nel 1282.
Gli invasori anglosassoni definiscono "stranieri" (Welsche) i celti romanizzati che si erano rifugiati nell'odierno Galles. Da questa parola ebbero quindi origine i nomi in lingua inglese del paese e dei suoi abitanti.
Il Cristianesimo pone le sue radici anche in Galles e, durante la cosiddetta "età dei santi" (all'incirca tra il 500 ed il 700), religiosi come san David, Illtud e Teilo fondano numerosi monasteri.
Il Galles si divise ben presto in diversi regni: Gwynedd, Powys, Deheubarth, Morgannwg, Brycheiniog e Gwent. Era raro che un singolo sovrano riuscisse a imporsi sugli altri e governare l'intero paese. Il primo a riuscirci fu Rhodri Mawr del Gwynedd, durante il IX secolo. Il nipote di Rhodri, Hywel Dda del Gwynedd, riuscì a porre in essere un sistema legale uniforme, ma dopo la sua morte i vari territori si divisero nuovamente.
Il principale ostacolo all'unità nazionale era il sistema ereditario previsto dalla legge gallese. Tutti i figli, compresi quelli illegittimi, ricevevano una parte uguale delle proprietà paterne, con una conseguente frammentazione del territorio. Per quanto ciò possa sembrare equo, il risultato era il crescere della violenza interna e la divisione dei piccoli appezzamenti in altri più piccoli. Anche se sembra che questa pratica non venisse utilizzata per i regni.
I sovrani, infatti, potevano scegliere un erede a cui trasmettere il trono e le terre. Ciò, però, provocò spesso contese dinastiche e di successione. Di conseguenza, quando i normanni conquistarono l'Inghilterra nel 1066, il Galles era ancora diviso.

## Galles e Anglonormanni
Al tempo della conquista normanna dell'Inghilterra 1066, il sovrano dominante nel Galles era Bleddyn ap Cynfyn, re di Gwynedd e Powys. I primi successi i normanni li ottennero nel sud, dove William FitzOsbern conquistò il Gwent prima del 1070. A partire dal 1074 le forze dell'Earl di Shrewsbury devastarono il Deheubarth.
L'uccisione di Bleddyn ap Cynfyn nel 1075 scatenò la guerra civile, fatto che permise ai normanni di conquistare il Galles settentrionale. Nel 1081 Gruffydd ap Cynan, che aveva appena strappato il trono del Gwynedd a Trahaearn ap Caradog, fu invitato ad un incontro dagli Earl di Chester e Shrewsbury e fatto prigioniero. I normanni confiscarono la maggior parte del Gwynedd.
Anche il Powys, in questo stesso periodo, ebbe un governo forte, quello di Madog ap Maredudd. Dopo la sua morte nel 1160 e quella del suo erede, Llywelyn ap Madog, il Powys fu diviso in due parti, che non si riunirono mai più. Nel sud Gruffydd ap Rhys fu ucciso nel 1137, ma I suoi quattro figli, che regnarono a rotazione sul Deheubarth, strapparono ai normanni la maggior parte delle terre appartenute al nonno. Il più giovane dei quattro, Rhys ap Gruffydd (“Lord Rhys”), regnò dal 1155 al 1193, facendo del Deheubarth il regno dominante nel Galles per un certo periodo.

Nel sud Iestyn ab Gwrgant, l'ultimo sovrano di Morgannwg, fu deposto attorno al 1090 da Robert Fitzhamon, signore di Gloucester, che poi conquistò parte del Glamorgan. Rhys ap Tewdwr di Deheubarth fu ucciso nel 1093, durante un'invasione normanna del Brycheiniog, che fu diviso tra diversi signori normanni. La conquista normanna del Galles era virtualmente completata. Virtualmente, perché nel 1094 si ebbe una generale sollevazione contro gli invasori, che perdettero questi territori. Gruffydd ap Cynan (c.1055 - 1137) del Gwynedd fu in grado di respingere le forti rivendicazioni normanne, che sembravano in grado di porre fine all'indipendenza del suo regno, che egli rese molto potente. Suo figlio, Owain Gwynedd (morto nel 1170) continuò a tenere una forte presa sul suo territorio, ottenendo anche una grande vittoria nella battaglia di Crug Mawr (1136) e annettendo Ceredigion.

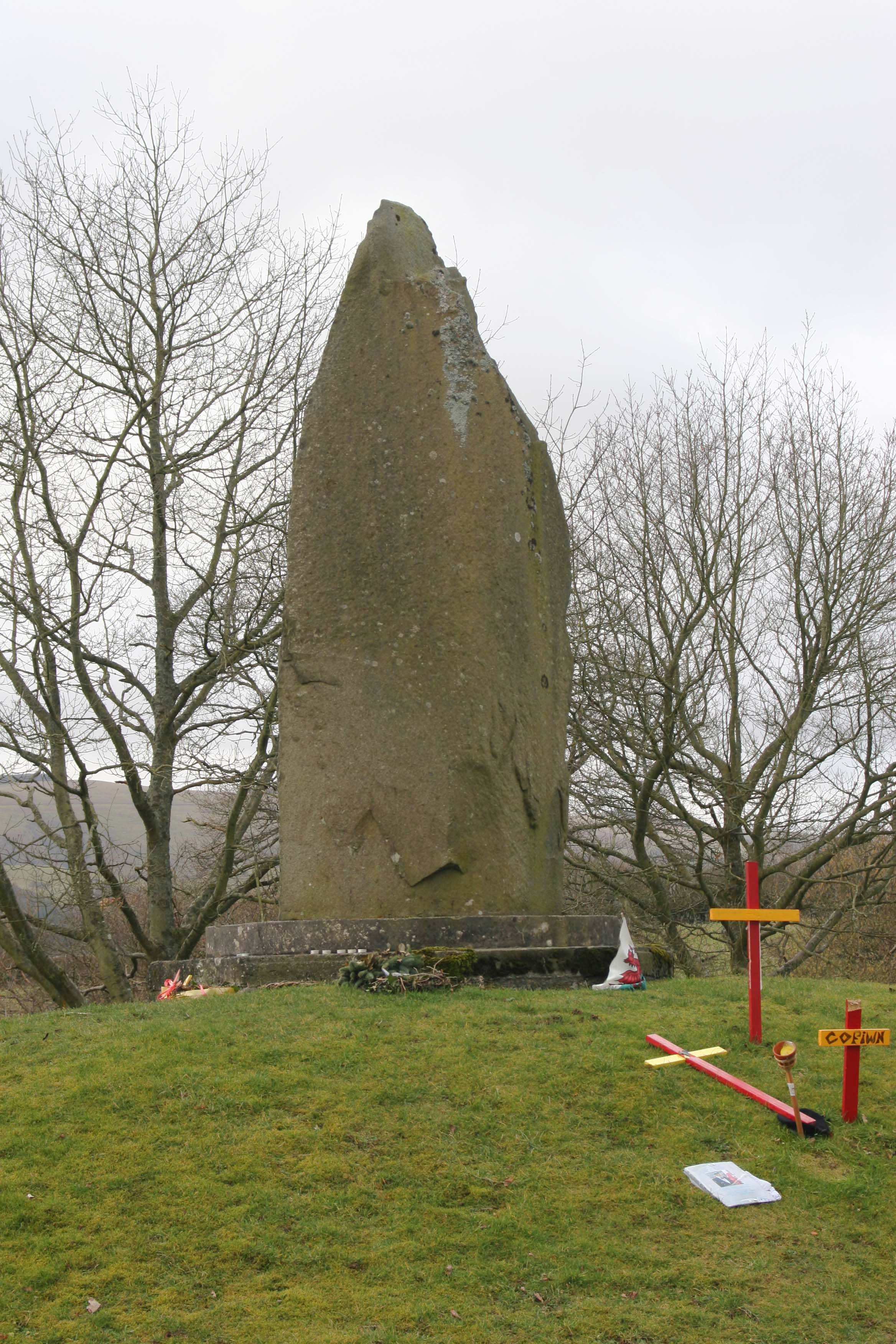
Monumento di Llywelyn a Cilmeri

 I suoi figli però, dopo la sua morte, si combatterono ed uccisero l'un l'altro. Dalle lotte per il potere, alla fine, emerse uno dei più grandi capi gallesi, Llywelyn ap Iorwerth, conosciuto anche come Llywelyn Fawr (Llywelyn “il Grande”), che regnerà come unico sovrano del Gwynedd fino alla morte (1240), dominando, in realtà, su gran parte del Galles.
Suo figlio, Dafydd ap Llywelyn, gli successe sul trono del Gwynedd. Morì, però, nel 1246. Il fratello Gruffydd era stato invece ucciso nel 1244, mentre cercava di scappare dalla Torre di Londra. A questo punto scoppiò la guerra civile tra i vari eredi al trono, tra i quali emerse Llywelyn ap Gruffydd (l'Ultimo Llywelyn), la cui ambizione di riunire sotto la propria leadership tutto il Galles si scontrò con Edoardo I d'Inghilterra. Ne scaturì una guerra di conquista e Llywelyn morì a battaglia di Cilmeri nel 1282. La resistenza gallese fu portata avanti dal fratello Dafydd ap Gruffydd, che venne però catturato nel 1283 e giustiziato a Shrewsbury.

## L'annessione all'Inghilterra
Dopo l'approvazione dello Statuto di Rhuddlan, che introduceva nel Galles il diritto e il sistema feudale inglese, lasciando un ruolo marginale alle consuetudini locali, il controllo sul paese da parte di Edoardo fu reso più forte dalla costruzione di numerosi castelli. Nel 1301, il sovrano inglese nominò suo figlio Principe del Galles.

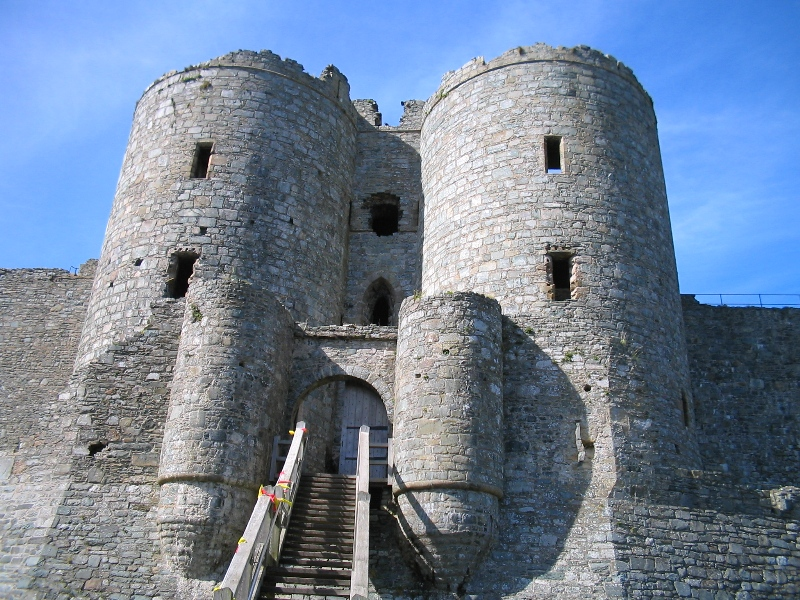
Il castello di Harlech fu uno dei manieri costruiti da Edoardo I d'Inghilterra per consolidare le sue conquiste nel Galles.

Ci furono alcune ribellioni nel corso dei secoli, comprese quelle guidate da Madoc ap Llywelyn (1294/1295) e da Llywelyn Bren, lord di Senghenydd (1316/1318). Negli anni settanta del XIV secolo l'ultimo rappresentante in linea maschile della casata regnante del Gwynedd, Owain Lawgoch, pianificò per due volte un'invasione del Galles con l'aiuto francese. Gli inglesi fecero assassinare Owain a Poitou (1378).
Il Galles diventò così una parte dell'Inghilterra a tutti gli effetti, anche se la sua popolazione parlava una lingua diversa ed aveva una cultura propria, nella quale risaltava la figura del poeta Dafydd ap Gwilym.
I sovrani inglesi rispettarono formalmente i loro impegni nominando un Consiglio del Galles, a volte presieduto dall'erede al trono. Questo consiglio normalmente aveva sede a Ludlow, una contesa città di confine che ora è in Inghilterra. Nel 1400, un nobile gallese, Owain Glyndŵr o Owen Glendower, si ribellò al re Enrico IV, raccogliendo diversi successi e riuscendo ad evitare la cattura quando la rivolta fu repressa. Non ebbe però la forza di mantenere la sua posizione di comando. La sua ribellione causò una forte ripresa dell'identità gallese e fu ampiamente appoggiata dalla popolazione. La rivolta riuscì a far conseguire alcuni progressi, come il primo parlamento gallese ed il programma d'istituire due università. Nel 1485 Enrico Tudor si recò nel Galles con una piccola forza per lanciare la sua scalata al trono inglese. Enrico era d'origine gallese e annoverava tra i suoi antenati figure come Rhys ap Gruffydd. La sua causa trovò ampio consenso in Galles. Enrico sconfisse re Riccardo III d'Inghilterra nella battaglia di Bosworth, guidando un'armata che comprendeva molti soldati gallesi. Il vincitore salì sul trono con il nome di Enrico VII; durante il regno di suo figlio, Enrico VIII, gli atti noti come Laws in Wales Acts del 1535 e 1542 sancirono de iure l'annessione del Principato del Galles all'Inghilterra, abolendo il sistema legale gallese e bandendo l'uso della lingua celtica in ogni ambito e ceto sociale.
L'amministrazione rimase nelle mani del consiglio del Galles fino alla Gloriosa rivoluzione del 1688, anche se ciascuna contea gallese ottenne il diritto ad inviare due deputati al parlamento inglese.

## Fino alla Rivoluzione industriale
Dopo la rottura di Enrico VIII con Roma, il Galles per lo più seguì l'Inghilterra nell'accettare l'anglicanesimo, sebbene un certo numero di cattolici gli si oppose, producendo alcuni dei primi libri stampati in lingua gallese. Nel 1588 William Morgan realizzò la prima traduzione completa in gallese della Bibbia. Il Galles si schierò per lo più coi realisti nelle guerre dei tre regni (inizi del XVII secolo) e fu un importante vivaio di arruolamento degli per gli eserciti di re Carlo I d'Inghilterra, sebbene nessuna battaglia importante si sia verificata nel Galles. Ci furono alcune eccezioni notevoli, come quelle di John Jones Maesygarnedd e dello scrittore puritano Morgan Llwyd.
In questo periodo l'istruzione nel Galles era a un livello molto basso, con l'unica educazione disponibile in inglese, mentre la maggior parte della popolazione parlava solo gallese. Nel 1731 Griffith Jones (Llanddowror) dette vita a scuole itineranti nel Carmarthenshire (nelle quali si usava come lingua il gallese). Alla sua morte (1761), si stima che oltre 200.000 persone avevano imparato a leggere in queste scuole.
Sempre nel XVIII secolo, inoltre, ci fu la rinascita del metodismo gallese, guidata da Daniel Rowland, Howell Harris e William Williams Pantycelyn. Agli inizi del XIX secolo questa corrente religiosa ruppe con la Chiesa anglicana, dando vita a quella che oggi è la Chiesa presbiteriana del Galles, che si andò diffondendo ampiamente. E ciò ebbe notevoli implicazioni per la lingua gallese, che era quella più utilizzata dalla chiesa gallese. Le scuole domenicali assunsero un ruolo importante nella diffusione tra il popolo della lingua gallese, e quindi nella sua conservazione.

## La Rivoluzione industriale

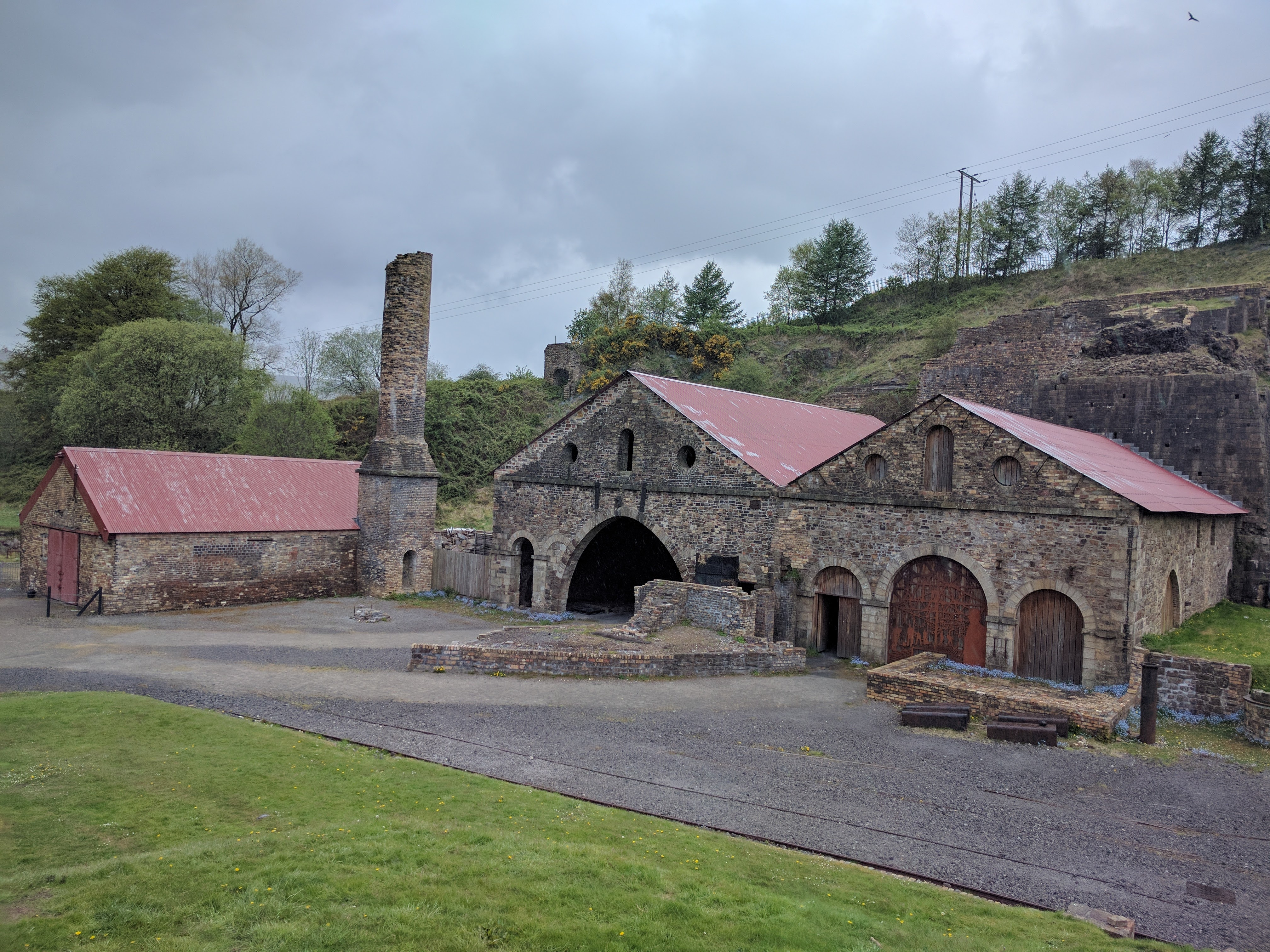
Ferriera di Blaenavon

La fine del XVIII secolo vide gli albori della rivoluzione industriale, che nel Galles decollò grazie alla presenza di grandi giacimenti carboniferi, che fecero nascere miniere e industrie.
La forte industrializzazione che già agli inizi del XIX secolo c'era in alcune zone del Galles portò a una forte conflittualità tra i lavoratori gallesi e i proprietari inglesi delle fabbriche. Durante gli anni trenta dell'Ottocento si verificarono alcune rivolte armate. Tutto questo, assieme alla crescente politicizzazione del non conformismo religioso, fece del Galles un luogo di nascita del movimento sindacale e del laburismo. Il primo deputato del partito laburista, Keir Hardie, venne eletto proprio nel Galles, nel collegio di Merthyr nel 1900.
Come per molte altre minoranze etniche europee, i primi movimenti a favore di un'autonomia nazionale presero forma tra il 1880 e l'ultimo decennio del secolo. In questo secolo, inoltre, si ebbero due fenomeni: la forte crescita della popolazione e la trasformazione della società da rurale a urbana.

## Il Ventesimo secolo
Il periodo successivo alla seconda guerra mondiale fu segnato dal declino di diverse industrie tradizionali, in particolare di quella del carbone. In questo periodo, inoltre, si verificò il disastro di Aberfan, in cui morirono 144 persone, soprattutto bambini (agli inizi degli anni novanta era ancora attivo soltanto una cava importante funzionante nel Galles). Stesso declino lo conobbe l'industria siderurgica e così l'economia gallese, come quella di altre società sviluppate, si basò sempre di più sul settore dei servizi.
Agli inizi del secolo, il Galles sostenne soprattutto il partito liberale, specie quando David Lloyd George divenne primo ministro durante la prima guerra mondiale. Tuttavia, i laburisti andavano guadagnando costantemente terreno e dopo la guerra divennero il partito dominante nel Galles, in particolar modo nelle valli industriali del sud.
Il Plaid Cymru fu fondato nel 1925, ma inizialmente questo partito nazionalista ebbe solo pochi voti nelle elezioni parlamentari. Nel 1936 a Penyberth (vicino a Pwllheli) un campo di addestramento della RAF (l'aviazione britannica) e un aerodromo furono incendiati da tre membri del Plaid Cymru (Saunders Lewis, Lewis Valentine e D. J. Williams), come protesta non solo contro la costruzione del campo militare, ma anche contro la distruzione della casa storica di Penyberth. Ciò fece crescere, tra la popolazione di lingua gallese, la considerazione per il Plaid Cymru.
Nel 1955, il Galles fu "ufficialmente" separato dall'Inghilterra, in quanto nel Regno Unito il termine "Inghilterra" fu sostituito con "Inghilterra e Galles". Cardiff fu proclamata capitale. Nella seconda parte del secolo fu il nazionalismo il problema principale: 
nel 1966, il Plaid Cymru vinse per la prima volta un seggio parlamentare.
Nel secondo dopoguerra, la crisi delle miniere colpì duramente l'economia gallese, ma, nel corso degli ultimi due decenni del XX secolo, il paese s'è risollevato, riuscendo ad attirare molti investimenti dall'estero.
La devolution, promossa dal governo di Tony Blair, ha portato, nel 1998, all'istituzione dell'Assemblea nazionale per il Galles, dotata di poteri di spesa all'interno del paese.

## Il Ventunesimo secolo
Dal censimento del 2001 è emerso come la popolazione che parla gallese sia attualmente il 20,8%, contro il 18,7% del 1991 e il 19% del 1981.
Dopo la costruzione del Millennium Stadium, aperto nel 1999, a Cardiff è stato realizzato il Wales Millennium Centre, inaugurato nel 2004 come centro per eventi culturali. Nel febbraio del 2006 è stata anche portata a termine la nuova sede dell'Assemblea del Galles.